# God's Country and the Law
God's Country and the Law er en amerikansk stumfilm fra 1921 af Sidney Olcott.

## Medvirkende
- Fred C. Jones som André
- Gladys Leslie som Marie
- William H. Tooker som Jacques Doré
- Cesare Gravina
- Hope Sutherland som  Oachi